# Beenschilden (motorfiets)

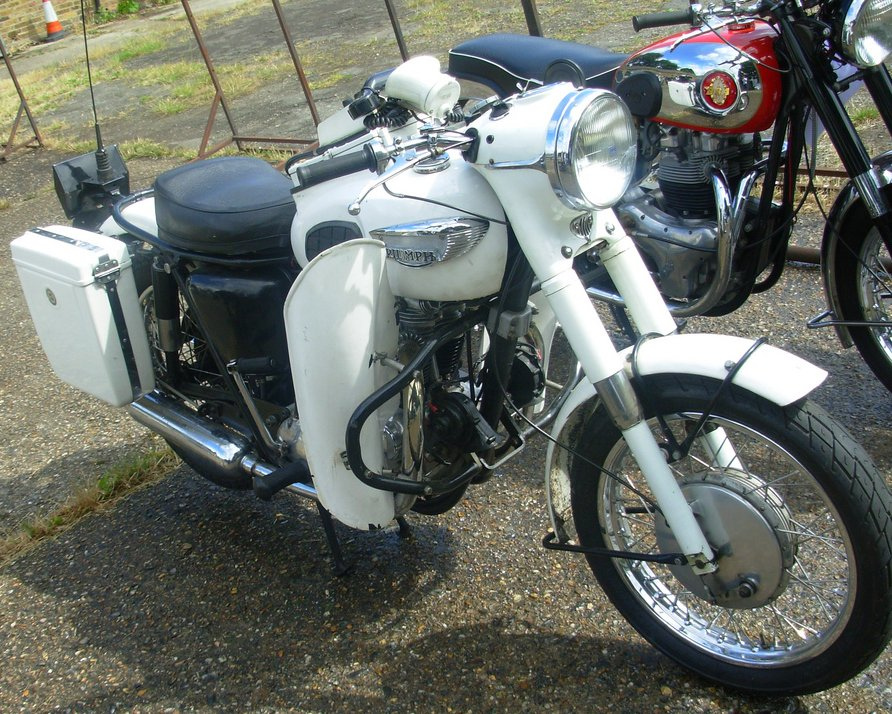
Beenschilden op een Triumph TR6P Trophy politiemotor

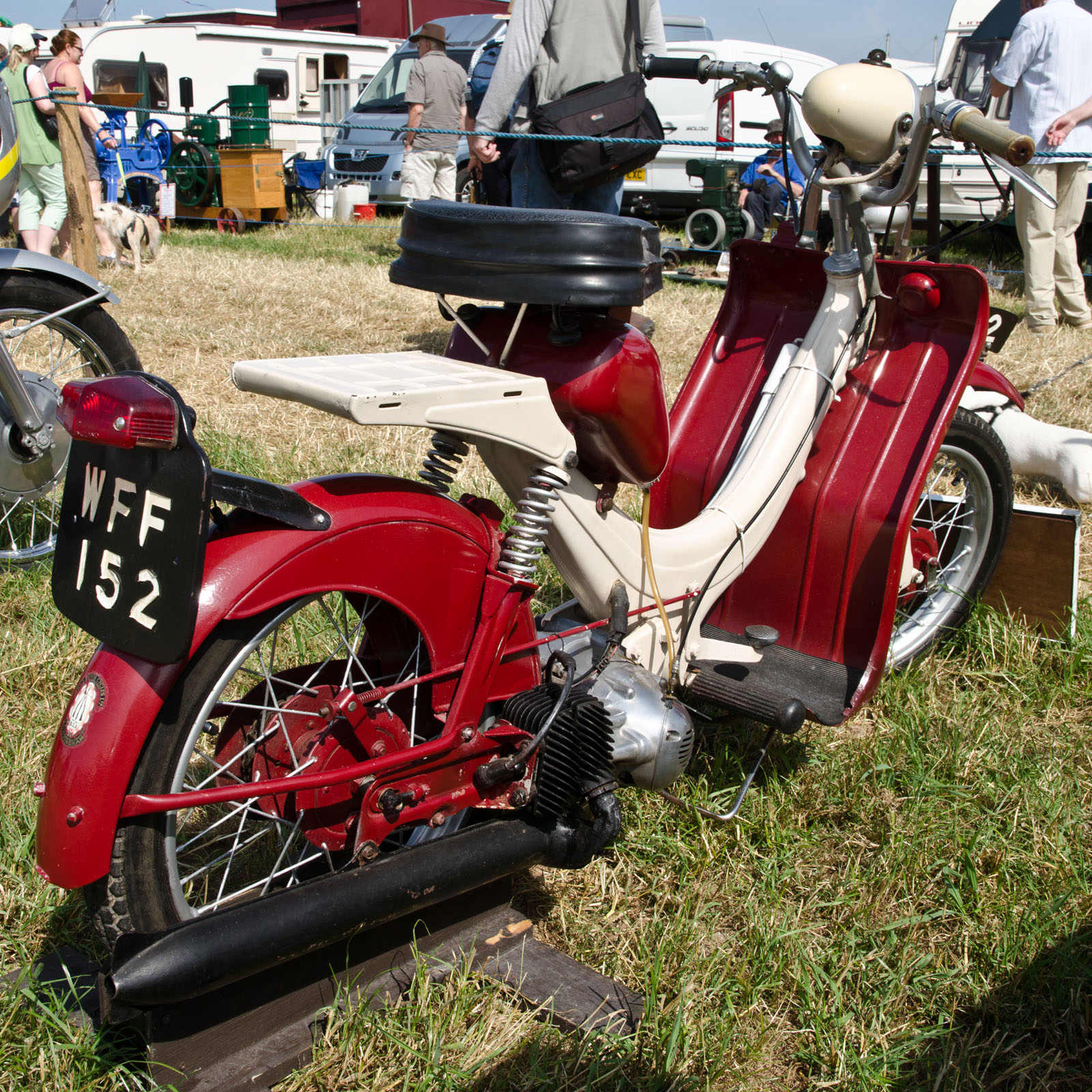
Beenschilden op een BSA Dandy

Beenschilden zijn metalen of kunststof schilden die in het verleden werden gebruikt op motorfietsen.
Beenschilden werden in het verleden (tot begin jaren zeventig) toegepast op motorfietsen om de berijder enigszins te beschermen tegen de weersomstandigheden. Ze werden vaak als aftermarketproduct verkocht, maar een aantal motorfietsmerken leverde ze ook zelf als accessoire. De beenschilden werden soms bevestigd aan het frame, maar bij voorkeur aan de valbeugels, waardoor ze ook beschermd waren bij een val. Ze konden worden gecombineerd met een op het stuur bevestigde toerruit.
Door de opkomst van de stroomlijnkuip voor toermotorfietsen raakten de beenschilden in onbruik.